# Protozantaena palpalis
Protozantaena palpalis är en skalbaggsart som beskrevs av Perkins 2009. Protozantaena palpalis ingår i släktet Protozantaena och familjen vattenbrynsbaggar. Inga underarter finns listade i Catalogue of Life.